# 武田考玄
武田 考玄（たけだ こうげん、1916年12月1日 - 2000年12月31日）は、命理家・遁甲家、演出家。横浜市出身。本名：土屋達一郎。ライジングサン石油株式會社（後のシェル石油→昭和シェル石油→出光興産）の創設者の1人である土屋芳郎の長男として生を受けた。旧制私立芝中学校、早稲田大学政治経済学部卒業。NETテレビ（日本教育テレビ）で演出を行ううちに、メークアップの研究が観相学へと結びついた。その後四柱推命などの運命学を中国の原書から研究し始め、本場中国の原書を元にした子平（四柱推命学）の日本への導入に努めた。通信講座などで門弟も多く、日本命理学会を主宰。

## 来歴・人物
- NET（現・テレビ朝日）で演出家やプロデューサーとして活動後、四柱推命学などを研究する。
- 氏の四柱推命では、中国の原書の一つであり、名著といわれている「滴天髄」にならい、空亡の存在自体を否定していた。
- 近代的な医科学・自然科学との調和が大きな特徴。従来の経験的な伝承よりも実際の看命に根拠を求める。とくに南半球出身者の生年月日の判断には、論拠と天文学を反映した理論を打ち立ている。しかし、誤りであるという意見も存在する。
- 2000年の没後、氏の主宰していた「日本命理学会」は、妻である池宮秀湖が会長となり、師範、準師範、正会員という序列のもと数百人の門弟が活動している。
- エゴイストを愛用していた。

## 著書
- 『四柱推命学詳義』（全十巻）
- 『滴天髄和解大全』（全四巻）
- 『奇門遁甲玄義』
- 『奇門遁甲個別用秘義』
- 『造化真髄』（全三巻）
- 『孝玄命稿集』
- 『命理姓名学』
- 『四柱推命学入門』
- 『奇門遁甲学入門』